# Vercheny
Vercheny ist eine französische Gemeinde mit 450 Einwohnern (Stand: 1. Januar 2022) im Département Drôme in der Region Auvergne-Rhône-Alpes. Sie gehört zum Arrondissement Die und zum Kanton Le Diois. Sie grenzt im Nordwesten an Saillans, im Norden an Pontaix, im Nordosten an Barsac, im Südosten an Aurel und im Süden und im Südwesten an Espenel. Die Bewohner werden Verchenois und Verchenoises genannt.
Die Gemeinde wird von der vormaligen Route nationale 93 tangiert.

## Bevölkerungsentwicklung
| Jahr                       | 1962 | 1968 | 1975 | 1982 | 1990 | 1999 | 2008 | 2018 |
| -------------------------- | ---- | ---- | ---- | ---- | ---- | ---- | ---- | ---- |
| Einwohner                  | 253  | 268  | 415  | 421  | 427  | 387  | 437  | 466  |
| Quellen: Cassini und INSEE |      |      |      |      |      |      |      |      |

## Sehenswürdigkeiten
- Pont d’Aurel, eine Brücke über die Drôme zwischen Vercheny und Aurel aus dem Jahr 1193

## Wirtschaft
In Vercheny sind Teile der Weinberge für die Produktion der Schaumweinsorten Clairette de Die und Crémant de Die und des Weißweins Coteaux-de-die zugelassen.

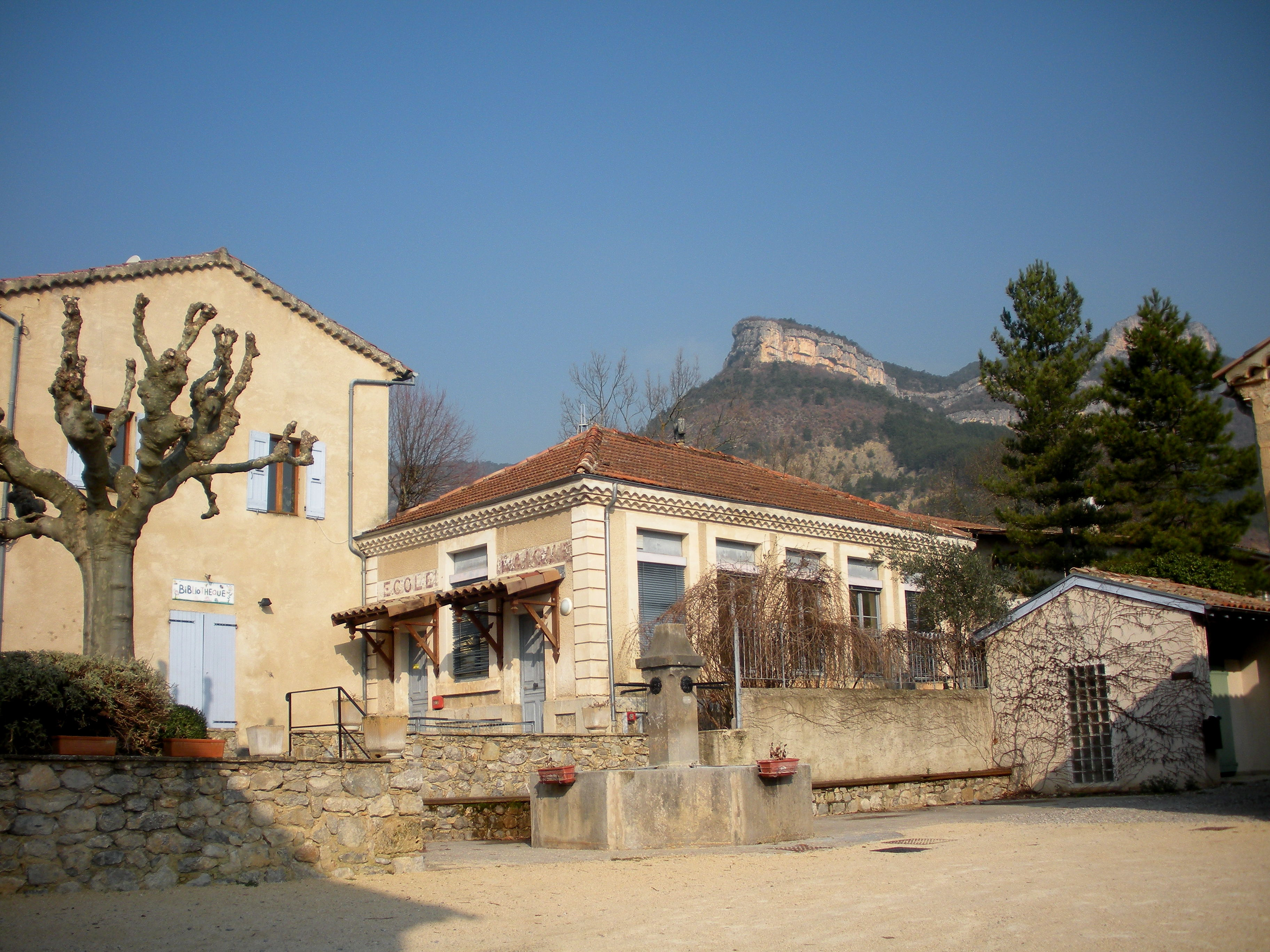
Ehemalige Grundschule